# Live 8 v Paříži
Live 8 v Paříži (anglicky Live 8 Paris) je název jednoho ze série benefičních koncertů Live 8, který se uskutečnil 2. června 2005 na zámku Versailles u Paříže.
Na koncertu měli původně vystoupit i James Brown, Jamiroquai a Sheryl Crow, ale jejich vystoupení byla zrušena kvůli jiným aktivitám. James Brown vystoupil na koncertu v Edinburghu o 4 dny později.

## Účinkující
- Laurent Boyer – (moderátor) (16:35)
- Passi – Reviens dans me vie (16:39)
- Faudel – Je veux vivre (16:46)
- Magic System – Bouger Bouger (16:53)
- Alpha Blondy – Cocody Rock, Sweet Fanta Diallo, Brigadier Sabari (17:01)
- Tina Arena & Craig David – Come Together (17:18)
- Muse – Hysteria, Bliss, Time Is Running Out, Plug In Baby (17:26)
- Will Smith (moderátor) na koncertě ve Filadelfii (17:47)
- Kyo – Contact, Qui je suis (17:57)
- M Pokora – Elle me contrôle (18:09)
- Andrea Bocelli s Philharmonie der Nationen – O Surdato 'nnammurato, The Prayer (18:16)
- Diam's & Amel Bent – Marine (18:28)
- Raphael – Caravane (18:36)
- Shakira – Whenever, Wherever, La Tortura (18:43)
- Yannick Noah – Metisse (& Disiz La Peste), Saga Africa, La voix des sages (18:54)
- Tina Arena – Aller plus haut (19:11)
- Raphael – Ne partons pas faches (19:18)
- Diam's – Suzy (19:25)
- Calogero – Prendre racine, Face s la mer (s Passi) (19:42)
- Solidarite SIDA (moderátor) (19:53)
- Amel Bent – Ma philosophie (19:57)
- Craig David – All The Way, Fill Me In (20:05)
- David Hallyday – Le Defi, My Sharona (20:19)
- Louis Bertignac – Je joue, Cendrillon (20:30)
- Cerrone/Nile Rodgers – Supernature (& Axelle Red) (20:42)
- Axelle Red – J'ai fait un rêve, Le monde tourne mal
- Florent Pagny – Une Nube Blanca, Guide me home (& Patricia Petitbon) (20:59)
- Placebo – The Bitter End, Twenty Years (21:13)
- Zucchero Everybody's Gotta, Il Volo, Diavolo In Me (21:26)
- The Cure – Open, One Hundred Years, End, Just Like Heaven, Boys Don't Cry (21:43)
- Youssou N'Dour – Seven Seconds (s Dido), Africa (22:14)